# Acuera atitlana
Acuera atitlana är en insektsart som beskrevs av Fowler 1903. Acuera atitlana ingår i släktet Acuera och familjen dvärgstritar.
Artens utbredningsområde är Panama. Inga underarter finns listade i Catalogue of Life.